# متنزه إيرل بريدجز آرت بارك الحكومي
متنزه إيرل بريدجز آرت بارك الحكومية، (أو متنزه إيرل بريدجز الحكومي للفنون )(0.44 كـم2)اكر 108. يقع متنزه آرت بارك الحكومي في قرية لويستون في مقاطعة نياجرا، نيويورك، ويشار للمتنزه الذي سمي رسميًا باسم عضو مجلس الشيوخ السابق عن ولاية نيويورك إيرل بريدجز باسم ارت بارك.
إيرل بريدجز آرت بارك هي برامج تدار من قبل ارت بارك واي ان سي كومباني عن ولاية نيويورك مكتب الحدائق والترفيه التاريخية في الحفاظ بموجب اتفاق تعاوني. ارت بارك اند كومباني هي شركة غير ربحية تخدم الفنون وتنظيم التعليم الذي يخدم الناس من غرب نيويورك وجنوب أونتاريو.
تجتذب برامج آرت بارك اليوم أكثر من 150.000 جمهور على مدار موسم الصيف (يونيو وأغسطس) وتخدم ما يقرب من 1.2 مليون من سكان غرب نيويورك وأكثر من مليون مقيم كندي. على مدار تاريخها الممتد 40 عامًا حيث حضر أكثر من 2.5 مليون شخص عروضًا موسيقية ومسرحية في آرت بارك.
الحديقة تطل على نياجارا جورج.

## وصف المتنزه
تعد الحديقة مكانًا مميزًا للترفيه الموسيقي الصيفي بالإضافة إلى توفير طاولات النزهة وصيد الأسماك والمشي لمسافات طويلة والمسار الطبيعي ومسرح الفنون المسرحية والعديد من برامج الترفيه، يقع أيضًا من ضمن الممتلكات لويستون ماوند وهو موقع أثري في السجل الوطني للأماكن التاريخية.

## أرض الفن
تأسست آرت بارك في عام 1974 وذلك بعد عام واحد من وفاة روبرت سميثسون وكان لديها برنامج إقامة حفل لفنان على شرفه.
وأصبح المتنزه التي تم إنشاؤها في موقع مكب نفايات صناعية  موقعًا مهمًا لأعمال حركة فن الأرض
كان موقع بركة آلان سونفيست للأرض العذراء وهي حوض طيني يبلغ قطره 25 قدماً (7.6م)لالتقاط البذور الهوائية ومشاريع عدة فنانات في السبعينيات بما في ذلك ميشيل ستيوارت وأليس آدامز وأجنيس دينيس ونانسي هولت
استمر في كونه مختبرًا مهمًا للنحت في الهواء الطلق مع أكثر من 200 فنان وجماعات خلاقة للفن والتركيبات في الموقع بين عامي 1974 و 1984.

### فنون بصرية مختارة في ارت بارك
كان من المفترض أن تكون المنشآت في آرت بارك مؤقتة  وقد شملت الأعمال التي تم إنشاؤها في الحديقة ما يلي:

## أماكن الأداء
يتميز المرفق بمكان مدرج ومكان رئيسي ومناطق للتجمع والبيع والعديد من الخدمات، كما يتكون المدرج من مسرح خارجي به مقاعد تتسع لما يصل إلى عشرة الاف مشاهد في منطقة المشاهدة الأمامية وأقسام عشبية متدرجة للجلوس العام والمقاعد المحجوزة وشرفة مغطاه بالقماش ذات مقاعد مدعومة من المؤسسات، ويتكون المسرح الرئيسي من مسرح للإداء في الباحة بيت للطيران وباحة الأوركسترا ومناطق خدمة المنزل الخلفية وأقسام جلوس محجوزة تستوعب ما يصل إلى ألفان وأربع مئة مشاهد وشرفة خارجية ومناطق شرفة للتجمعات والمناسبات، يتم فتح الباحة بمحاذاة الجدار الخلفي لمنطقة العشب المستخدمة للجلوس العام لما يصل إلى الفين مشاهد، ويقدم المدرج أداءً موسيقيًا أسبوعيًا طوال موسم الأداء، كما يقدم المنصة الرئيسية عددًا من العروض الموسيقية والمسرحية والعروض التقديمية وحفلات التخرج المدرسي وغيرها من الأحداث خلال موسم الأداء.
وفي عام 2017 تأهلت آرت بارك لبرنامج الائتمان الضريبي للموسيقى والمسرحية مبنى امباير ستيت.
وفي عام 2020 باعتبارها منشأة إنتاج الأفلام المؤهلة المعتمدة من قبل مكتب تطوير الصور المتحركة والتليفزيون.

## روابط خارجية
- New York State Parks: Earl W. Brydges Artpark State Park
- Artpark Events and Venue Information